# 印南町

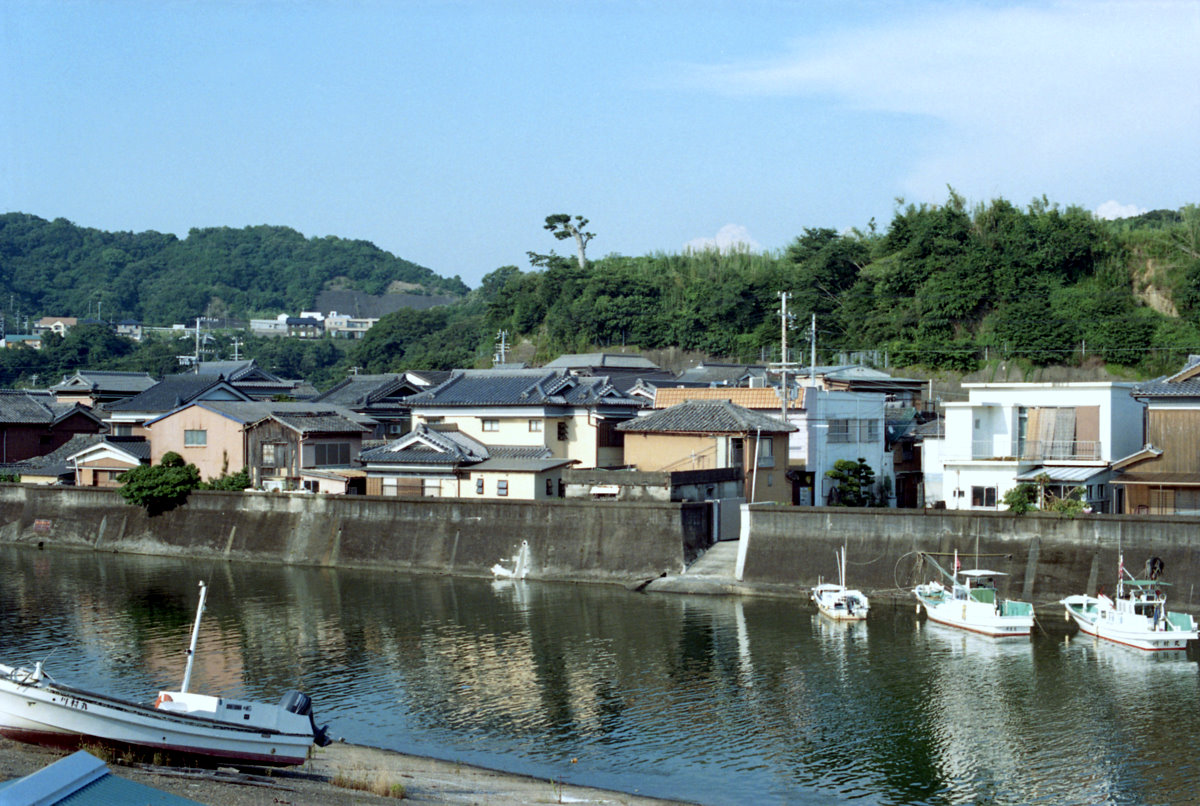
印南港と印南の街並み

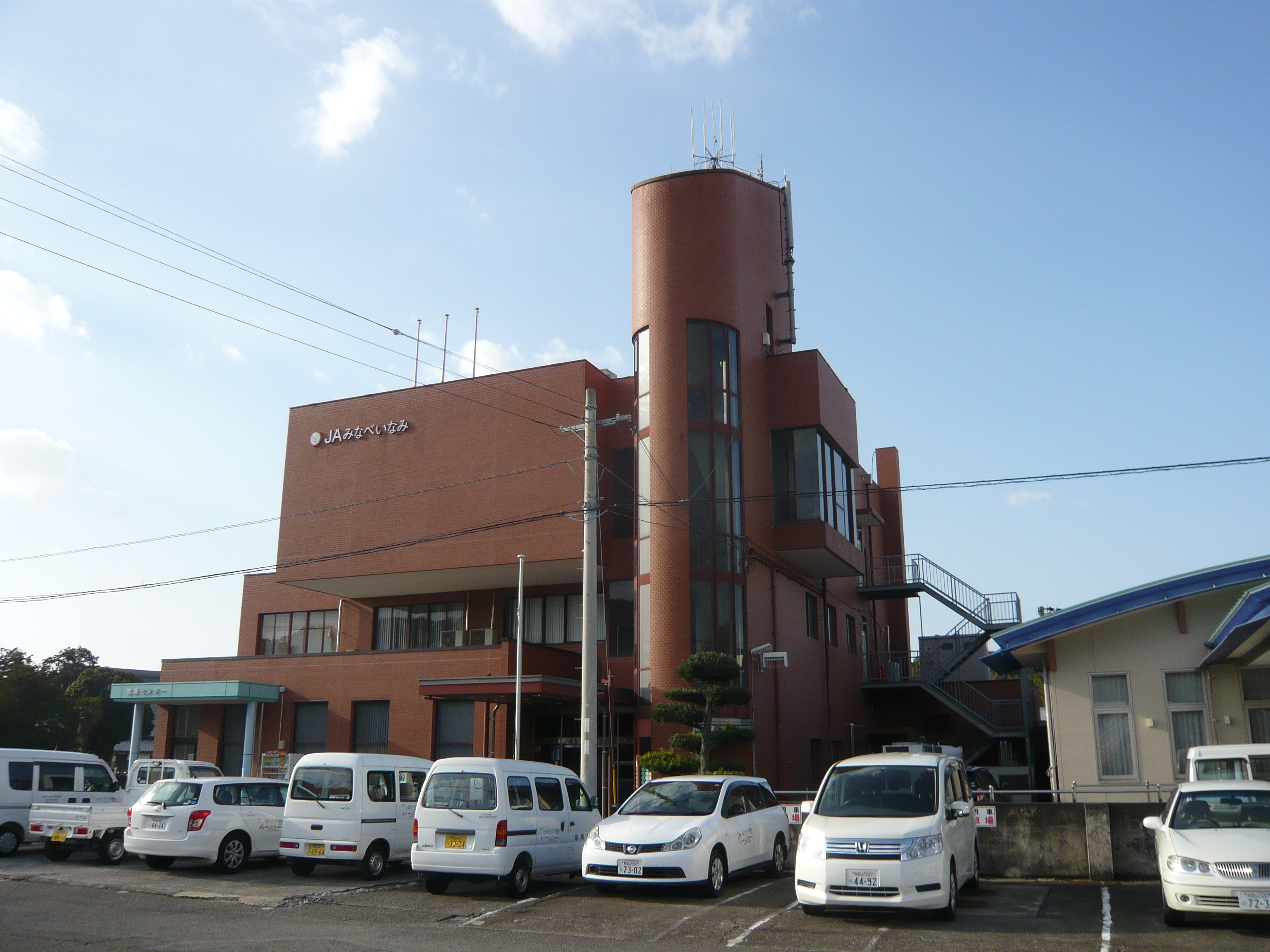
みなべいなみ農業協同組合印南支所

印南町（いなみちょう）は、和歌山県の日高郡にある町。紀中地域（日高圏域）に属する。

## 地理
印南町は和歌山県中部の海岸寄りに位置しており、南西部はほんの少しだけ紀伊水道にかかる。今後発生が予測される南海トラフ巨大地震の際には、最大13mの津波が到達することが予想されており、これは和歌山県下2番目（美浜町と同値）の高さとなっている。
陸域は、ほとんど紀伊山地の西の端に当たる山林地帯である。海側の土地は黒潮の影響で温暖、海岸段丘も見られるためスイカやエンドウや花卉などの栽培が盛んである。山側は標高が高くいたって寒冷な気候であり、冬には降雪も見られる。町内を切目川、印南川、王子川が流れている。2003年度の年間平均気温はおよそ17℃、年間平均降雨量はおよそ2040mmである。
- 山：真妻山

### 隣接している自治体
- 和歌山県
  - 御坊市
  - 田辺市
  - 日高郡 日高川町・みなべ町

### 人口
| |                                        |  |
| 印南町と全国の年齢別人口分布（2005年） | 印南町の年齢・男女別人口分布（2005年） |  |
| ■紫色 ― 印南町 ■緑色 ― 日本全国 | ■青色 ― 男性 ■赤色 ― 女性              |  |
| 印南町（に相当する地域）の人口の推移 \| 1970年（昭和45年） \| 10,953人 \| \| \| 1975年（昭和50年） \| 10,801人 \| \| \| 1980年（昭和55年） \| 10,767人 \| \| \| 1985年（昭和60年） \| 10,619人 \| \| \| 1990年（平成2年） \| 10,315人 \| \| \| 1995年（平成7年） \| 10,077人 \| \| \| 2000年（平成12年） \| 9,769人 \| \| \| 2005年（平成17年） \| 9,192人 \| \| \| 2010年（平成22年） \| 8,606人 \| \| \| 2015年（平成27年） \| 8,068人 \| \| \| 2020年（令和2年） \| 7,720人 \| \| |                                        |  |
| 総務省統計局 国勢調査より |                                        |  |
| 1970年（昭和45年） | 10,953人                               |  |
| 1975年（昭和50年） | 10,801人                               |  |
| 1980年（昭和55年） | 10,767人                               |  |
| 1985年（昭和60年） | 10,619人                               |  |
| 1990年（平成2年） | 10,315人                               |  |
| 1995年（平成7年） | 10,077人                               |  |
| 2000年（平成12年） | 9,769人                                |  |
| 2005年（平成17年） | 9,192人                                |  |
| 2010年（平成22年） | 8,606人                                |  |
| 2015年（平成27年） | 8,068人                                |  |
| 2020年（令和2年） | 7,720人                                |  |

## 歴史
印南町の中心集落印南は印南港に面した港町であり、印南港は古くは印南浦とも呼ばれる漁業の盛んなところだった。

### 沿革
- 1889年（明治22年）4月1日 - 町村制の施行により、印南浦・津井村の区域をもって印南村が発足。
- 1900年（明治33年）4月16日 - 印南村が町制施行して印南町となる。
- 1956年（昭和31年）9月30日 - 稲原村と合併し、改めて印南町が発足。
- 1957年（昭和32年）8月1日 - 切目川村・安住村と合併し、改めて印南町が発足。
- 1959年（昭和34年）4月1日 - 大字明神川の一部を御坊市に編入。

## 行政

### 町長
- 日裏勝己（ひうらかつみ） - 2012年2月24日就任

### 地区
印南地区（南西部）
- 津井、印南

稲原地区（北西部）
- 山口、印南原、南谷、明神川、立石

切目地区（南東部）
- 西ノ地、島田

切目川地区（中東部）
- 宮ノ前、古屋、羽六、樮川、古井、美里

真妻地区（北東部）
- 丹生、松原、崎ノ原、皆瀬川、小原、西神ノ川、田ノ垣内、高串、上洞、川又

## 経済
2000年の統計によると
第一次産業就業人数 - 1798名
第二次産業就業人数 - 1280名
第三次産業就業人数 - 2039名
である。

### 産業
ウメ、スイカ、エンドウやスターチス、センリョウなどの花卉栽培が盛んである。栽培されているエンドウは、主に「きぬさや」と「うすい」であり、市町村単位で全国トップの生産量を誇る。また、スイカは全国に先駆け小玉スイカの生産にシフトしており、西日本有数の産地となっている。ウメはみなべ、田辺に次ぐ規模で大規模な農園があり、「紀州梅干」の地域ブランド産地の一つ。町の花であるセンリョウは山間部の真妻地区で栽培されているが、生産者の減少と高齢化が進みつつあるほか、収益性の高いウメ栽培へのシフトも進んでいる。また、栽培施設は川沿いに設けられているものも多く、2011年9月の台風では被害を受けた農家も多かった。また、真妻地区は真妻ワサビの発祥地として知られたが、後に環境条件の変化などにより衰退。2012年頃より再生に取り組んでいる。漁業は印南漁港のみ存在し、主に沖合でイサキ（町魚）、アジ、タイが主流。カツオのほか、クエを水揚げすることもある。

### 日本郵政グループ
集配郵便局
- 真妻郵便局（大字上洞=かぼら）
- 印南郵便局（大字印南）

無集配郵便局
- 稲原郵便局（大字印南原=いなんばら）
- 切目郵便局（大字西ノ地=にしのじ）
- 崎ノ原郵便局（大字崎ノ原）
- 印南古井郵便局（大字古井）

各郵便局にはゆうちょ銀行のATMが設置されており、印南郵便局ではホリデーサービスを実施（2011年6月現在）。
※印南町内の郵便番号は、北東部（真妻地区）が「644-02xx」（真妻郵便局の管轄）、南西部（海沿いの地域）が「649-15xx」（印南郵便局の管轄）となっている。

## 姉妹都市・提携都市
なし。

## 教育
印南町に大学や高等学校はない。

### 中学校
- 印南町立稲原中学校（いなはら、大字印南原1743）
- 印南町立印南中学校（いなみ、大字印南2145）
- 印南町立切目中学校（きりめ、大字西ノ地1352）
- 印南町立清流中学校（せいりゅう、大字古井5）

### 小学校
- 印南町立稲原小学校（いなはら、大字印南原4955）
- 印南町立印南小学校（いなみ、大字印南1915）
- 印南町立切目小学校（きりめ、大字西ノ地536）
- 印南町立清流小学校（せいりゅう、大字羽六776）

## 交通

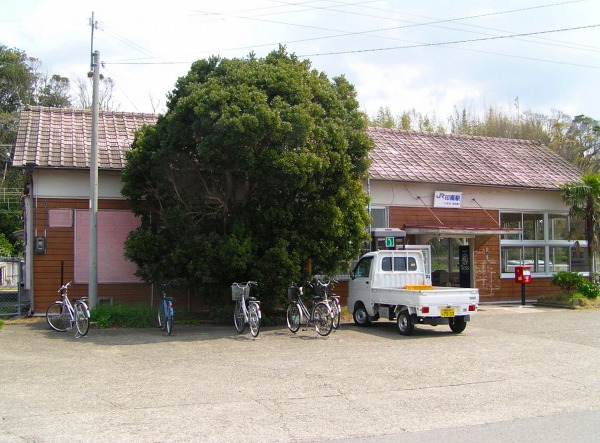
印南駅

### 鉄道
町内には西日本旅客鉄道（JR西日本）紀勢本線（きのくに線）が通っており、普通列車は1時間に1本程度の頻度で運行されている。代表駅は印南駅であるが、この駅には特急くろしおは停車しない。町内全ての駅が、無人駅である。以前は御坊駅－紀伊田辺駅間で快速運転を行う列車が存在しており、その際は快速列車停車駅であったが、現在は当該区間において快速運転する列車は存在せず、普通列車のみが停車する。
- 西日本旅客鉄道（JR西日本）
  -  紀勢本線（きのくに線）：（みなべ町） - 切目駅 - 印南駅 - 稲原駅 - （日高川町）

### バス
- 熊野御坊南海バス 御坊支社：印南線、日裏線

### 道路
- 高速道路
  - E42 阪和自動車道：印南インターチェンジ - 印南サービスエリア
- 一般国道
  -  国道42号
  -  国道425号
- 県道
  - 和歌山県道27号日高印南線
  - 和歌山県道28号印南原印南線
  - 和歌山県道30号田辺印南線
  - 和歌山県道197号滝切目停車場線
  - 和歌山県道202号古井西の地線
  - 和歌山県道203号滝之口古井口線
  - 和歌山県道204号印南停車場線

## 名所・旧跡・観光スポット・祭事・催事

### 行事
- 産業祭り
- 山口八幡宮秋祭
- 印南八幡宮秋祭
- 川又観音会式

### 観光
- 川又観音
- 切目王子神社
- 九十九王子
- 畑峰地蔵
- 観光地曳網
- 真妻山

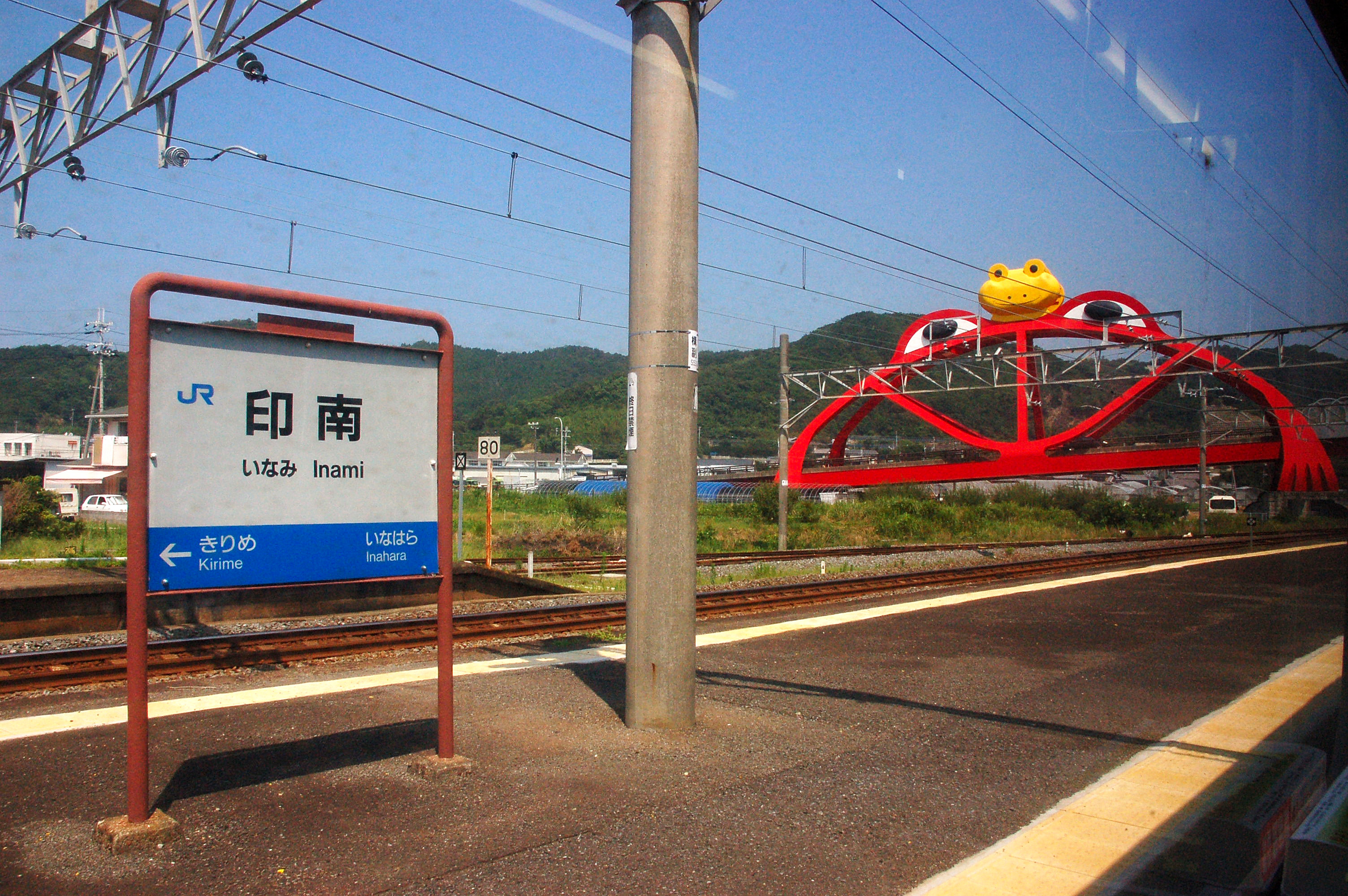
かえる大橋

- かえる橋（かえる大橋）　　北緯33度49分10.6秒 東経135度13分8.7秒

JR印南駅の北方約200メートルに存在するカエルを象った道路橋（紀勢本線跨線橋）。印南町はさまざまな施設などに「考える」「人をかえる」「町をかえる」「古里へかえる」「栄える」ことができるようカエルの意匠を積極的に取り入れており、この橋もその1つである。この橋はかねてより町の課題となっていた紀勢本線開通による南北の市街地分断解決と観光資源に乏しい町のPRのため、ふるさと創生資金がきっかけで架橋計画が上がり、1990年に印南町が9億3500万円を投じて建設したものである。その奇抜なデザインは賛否あるが、30年以上経った現在も町のシンボルとして根付いている。
- 切目川ダム
- いちご狩り
- かえるの港

## 印南町出身の有名人
- 笹野梅太郎（農業、和歌山県多額納税者、会社重役）